# Teófila Palafox
Teófila Palafox (San Mateo del Mar, Tehuantepec, 28 de diciembre de 1956) es una indígena artesana, educadora, partera, practicante de la medicina tradicional, considerada pionera del cine comunitario mexicano. Comenzó su carrera en el Primer Taller de Cine Indígena de San Mateo del Mar, Oaxaca. Su lengua materna es Ombeayiüts o Huave.

## Biografía
Teófila Palafox Herranz, nació en 1956, en San Mateo del Mar, Tehuantepec, Oaxaca. En los años setenta, a la edad de 16 años, ”tras una estancia en un internado de la ciudad de Oaxaca, fue contratada como promotora rural. Posteriormente adquirió una plaza como maestra que ejerció durante ocho años y posteriormente renunció a la COCEI para dedicarse a sus hijos.” A sus 28 años, funge como Presidenta de la Organización de Tejedoras en su municipio.
Durante los años ochenta, el Instituto Nacional Indigenista (INI) convocó a cineastas a realizar documentales en comunidades indígenas. Ante esto, el documentalista Luis Lupone llegó al Istmo de Tehuantepec e invitó a un grupo de tejedoras a participar en un taller de cine, en el grupo se encontraban mujeres entre 19 y 72 años, quienes figuraron Juana Canseco, Justina Escandón, Guadalupe Escandón, Timotea Michelina, Elvira Palafox y Teófila Palafox.
Así fue como Teófila, quien también era presidenta de la Organización de Artesanas de San Mateo del Mar, junto con otras mujeres tejedoras indígenas de la misma comunidad, mostraron su interés por el taller y filmaron La vida de una familia ikoods en 1987 en el formato cinematográfico Súper 8, en donde registran la vida cotidiana de los habitantes de la región. Es por ello que a Teófila se le considera como un referente del cine indigenista, ya que la manera en realizar documentales sobre indígenas cambia. Es decir, la narrativa de este documental, y los posteriores realizados por ella, es desde una visión de la propia comunidad y no desde una persona externa como en la mayoría de los documentales. Su trabajo ha sido presentado en varios festivales a nivel nacional como internacional.
Teófila también es dirigente de Natsojpüy, un grupo de tejedoras en telar de cintura, además de trabajar en teñir de manera natural el hilo de algodón, mismos que ocupan en sus creaciones y se encargan de preservar la vestimenta tradicional de la mujer ikoods.

## Cortometrajes
- Leaw amangoch tinden nop Ikoods (La vida de una familia ikoods)
- Las ollas de San Marcos (1992)